# Ogata Kōan
Ogata Kōan (緒方 洪庵 Tự Phương Hồng Am, ngày 13 tháng 8 năm 1810 – ngày 25 tháng 7 năm 1863) là một y sĩ và học giả Lan học vào cuối thời Edo, được biết đến là người lập ra một ngôi trường mà sau này phát triển thành Đại học Osaka. Nhiều học trò của ông về sau đã đóng những vai trò quan trọng trong cuộc Minh Trị Duy tân và Tây hóa Nhật Bản vào thời Minh Trị. Tên thật của ông là Ogata Koreaki (緒方 惟章 Tự Phương Duy Chương) hoặc Ogata Akira (緒方 章 Tự Phương Chương); Kōan chỉ là tên tự.

## Tiểu sử
Ogata sinh năm 1810 trong một gia đình samurai cấp thấp của phiên Ashimori ở tỉnh Bitchū nơi ngày nay là một phần của thành phố Okayama. Ông chuyển đến Osaka vào năm 1825 với cha mình, và bắt đầu nghiên cứu về Lan học và y học tại một trường tư do Naka Tenyū điều hành từ năm 1826. Năm 1831, ông lại chuyển sang Edo để tiếp tục nghiên cứu về y học phương tây, trở lại Nagasaki vào năm 1836 để theo học bác sĩ người Hà Lan Erdewin Johannes Niemann, bất chấp chính sách tỏa quốc nghiêm ngặt của Mạc phủ Tokugawa.
Năm 1838, Ogata trở lại Osaka mở phòng khám hành nghề y, và cùng năm đó, thành lập Tekijuku, trường chuyên nghiên cứu về Lan học, nơi ông giảng dạy y học, lịch sử tự nhiên, hóa học và vật lý trong 24 năm tiếp theo. Ogata đã sử dụng bộ sưu tập nhỏ toàn sách vở tiếng Hà Lan nhưng quý giá, gồm một cuốn từ điển Hà Lan-Nhật và một cuốn bách khoa toàn thư Hà Lan, để dạy học trò của mình đọc các văn bản khoa học viết bằng tiếng Hà Lan. Ông cũng viết một số sách, gồm một chuyên luận mang tên Cách chữa trị bệnh tả, được ông biên soạn vội vàng từ nhiều nguồn tài liệu khác nhau ở châu Âu trong trận đại dịch tả năm 1858.
Từ tháng 12 năm 1849, ông cố gắng đấu tranh để được Mạc phủ chấp nhận việc tiêm phòng bệnh đậu mùa mới, cuối cùng đã mở 186 trung tâm tiêm chủng từ Edo đến Kyushu, và được chính thức công nhận phương pháp này vào năm 1858. Năm 1862, Mạc phủ giao cho Ogata làm ngự y riêng cho Tướng quân Tokugawa Iemochi, người hết sức ủng hộ sự ra đời của y học phương tây và việc thành lập một viện nghiên cứu y học phương tây ở Edo. Tuy nhiên, vài tháng sau, Ogata qua đời vào tháng 7 năm 1863 vì chứng ho ra máu cấp tính, do căn bệnh lao mà ông mắc phải trong nhiều năm.
Ngôi nhà của ông vẫn tồn tại ở trung tâm thành phố Osaka. Được xây dựng theo phong cách truyền thống của thế kỷ mười tám, các học sinh đã để lại dấu ấn của mình trên trụ chính của lớp học ở tầng hai, dùng kiếm mài giũa mà thành.

## Học trò
Những học trò cũ của trường Tekijuku gồm có Fukuzawa Yukichi, Ōmura Masujirō, Ōtori Keisuke, Takeda Ayasaburō, Nagayo Sensai, Sana Tsunetami và tổ tiên của mangaka Tezuka Osamu là Tezuka Ryōan.

## Sách
Ogata là tác giả của quyển Byōgakutsūron (病学通論), cuốn sách đầu tiên về bệnh lý học được xuất bản ở Nhật Bản.